# Дамарская большехвостая славка
Дамарская большехвостая славка (лат. Achaetops pycnopygius) — вид воробьиных птиц из семейства африканских славок (Macrosphenidae), единственный в роде Achaetops.
Длина тела составляет от 16 до 18 см. Низ тела рыжий, зоб и голова пёстрые, спина и хвост коричневые.
Вид распространён на территории Намибии и Анголы. Птица обитает в лесах, садах, на урбанизированных территориях. Питается насекомыми и паукообразными.
Международный союз орнитологов выделяет 2 подвида:
- Achaetops pycnopygius pycnopygius (P. L. Sclater, 1853)
- Achaetops pycnopygius spadix Clancey, 1972